# 롤라 르 랑
롤라 르 랑(프랑스어: Lola Le Lann, 1996년 2월 9일 ~ )은 프랑스의 배우이다.